# Mbogwe (Distrikt)
Mbogwe ist eine Distrikt der Region Geita in Tansania mit dem Verwaltungszentrum in Masumbwe-Mbogwe. Der Distrikt grenzt im Norden an den Distrikt Geita, im Osten und im Süden an die Region Shinyanga, im Westen an den Distrikt Bukombe und im Nordwesten an den Distrikt Chato.

## Geographie
Der Distrikt hat eine Größe von 3684 Quadratkilometer und 362.855 Einwohner (Volkszählung 2022). Das Land liegt auf einem Hochplateau in rund 1200 Meter über dem Meer, aus dem einzelne Erhebungen über 1500 Meter aufragen. Das Klima ist tropisch, Aw nach der effektiven Klimaklassifikation.

## Geschichte
Als im Jahr 2012 die Region Geita gebildet wurde, entstand der Distrikt Mbogwe aus einem Teil des Distrikts Bukombe.

## Verwaltungsgliederung
Der Distrikt ist in 17 Bezirke (Wards) untergliedert:
- Bukandwe
- Bunigonzi
- Ikobe
- Ikunguigazi
- Ilolangulu
- Iponya
- Isebya
- Lugunga
- Lulembela
- Masumbwe
- Mbogwe
- Nanda
- Ngemo
- Nhomolwa
- Nyakafulu
- Nyasato
- Ushirika

## Bevölkerung
Die Anzahl der Einwohner stieg von 180.977 im Jahr 2002 auf 193.922 im Jahr 2012. Das entspricht einer für tansanische Distrikte sehr geringen Steigerungsrate von 0,7 Prozent jährlich. Bis 2022 wuchs die Bevölkerung auf 362.855, was einem jährlichen Zuwachs von 6,5 Prozent entspricht.

## Einrichtungen und Dienstleistungen
- Bildung: Im Distrikt gibt es 894 Grundschulen und dreizehn weiterführende Schulen. Die weiterführenden werden von 5805 Schülern besucht (Stand 2019).[7][8]
- Bank: Im Jahr 2019 wurde in Mbogwe eine Bankfiliale eröffnet.[9]

| - Landwirtschaft: Ackerbau wird auf 177.000 Hektar betrieben. Die größten Anbauflächen gibt es für Mais, Maniok und Reis. Von den 30.000 Haushalten besitzt die Hälfte auch Nutztiere. Hauptsächlich gehalten werden Hühner und Rinder. Im Jahr 2012 wurden 396 Tonnen Rindfleisch, 253 Tonnen Ziegenfleisch, 240.000 Liter Milch und 32.000 Eier produziert. - Imkerei: In 50.000 Bienenstöcken werden 290 Tonnen Honig erzeugt. - Bergbau: Im Distrikt wird von Handwerksbetrieben Gold abgebaut. Für die Sicherung der Gruben werden Bäume gefällt, was zunehmend den Baumbestand gefährdet, auch das Waldreservat Mbogwe Bukombe ist bedroht (Stand 2020). - Straßen: Die wichtigste Straßenverbindung im Distrikt ist die Nationalstraße T3, über die man im Osten Isaka, Shinyanga, Nzega und Tabora erreicht und die im Westen nach Ruanda führt. Daneben gibt es noch 12 Kilometer Regionalstraßen und je 400 Kilometer Distrikt- und Zubringerstraßen, die größtenteils unbefestigt sind. | Hier fehlt eine Grafik, die leider im Moment aus technischen Gründen nicht angezeigt werden kann. Wir arbeiten daran! |